# Liste der Baudenkmäler in Kirchdorf im Wald
Auf dieser Seite sind die Baudenkmäler in der niederbayerischen Gemeinde Kirchdorf im Wald zusammengestellt. Diese Tabelle ist eine Teilliste der Liste der Baudenkmäler in Bayern. Grundlage ist die Bayerische Denkmalliste, die auf Basis des Bayerischen Denkmalschutzgesetzes vom 1. Oktober 1973 erstmals erstellt wurde und seither durch das Bayerische Landesamt für Denkmalpflege geführt wird. Die folgenden Angaben ersetzen nicht die rechtsverbindliche Auskunft der Denkmalschutzbehörde.
 Die Liste gibt den Fortschreibungsstand vom 31. August 2017 wieder und umfasst 24 Baudenkmäler.

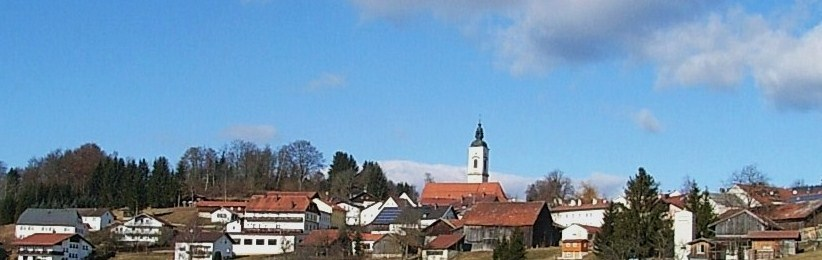
Blick auf Kirchdorf im Wald

## Baudenkmäler nach Ortsteilen

### Kirchdorf im Wald
| Lage                                              | Objekt                                                                | Beschreibung | Akten-Nr.              | Bild           |
| ------------------------------------------------- | --------------------------------------------------------------------- | --- | ---------------------- | -------------- |
| An der Pointn 2 (Standort)                        | Traidkasten                                                           | Geständerter Blockbau, erstes Drittel 19. Jahrhundert; in Stadel integriert. | D-2-76-127-2 Wikidata  | BW             |
| An der Pointn 4 (Standort)                        | Ehemaliges Wohnstallhaus                                              | Eineinhalbgeschossiger traufständiger Flachsatteldachbau, Portal bezeichnet mit „1812“. | D-2-76-127-4 Wikidata  | BW             |
| Kirchberger Straße 4 (Standort)                   | Waldlerhaus                                                           | Eingeschossiger Flachsatteldachbau mit Giebelschrot, Blockbau auf Bruchsteinsockel, zweite Hälfte 17. Jahrhundert, Westseite modernes Mauerwerk. | D-2-76-127-5 Wikidata  | BW             |
| Kirchberger Straße 7 (Standort)                   | Ehemaliges Pfarrhaus                                                  | Zweigeschossiger Halbwalmdachbau mit Putzgliederungen, traufseitig mit rundbogiger Toreinfahrt, bezeichnet mit „1808“. | D-2-76-127-6 Wikidata  | BW             |
| Marienbergstraße 1; Marienbergstraße 2 (Standort) | Ehemaliger Gasthof Post                                               | Zweigeschossiger und giebelständiger Massivbau mit Satteldach, Türsturz bezeichnet mit „1819“; anschließender Wohn- und Wirtschaftsflügel, zweigeschossiger Walmdachbau mit Runderker und Tor, zweite Hälfte 19. Jahrhundert. | D-2-76-127-7 Wikidata  | BW             |
| Marienbergstraße 6 (Standort)                     | Wohnhaus                                                              | Zweigeschossiger Flachsatteldachbau, traufseitig mit rundbogiger Toreinfahrt, Portal mit profiliertem Gewände, bezeichnet mit „1846“. | D-2-76-127-34 Wikidata | BW             |
| Marienweg 2 (Standort)                            | Katholische Pfarrkirche St. Maria Immaculata                          | Saalkirche mit Steildach und einseitig eingezogenem, fünfseitig geschlossenem Chor, Chor im Kern gotisch, Langhaus 1708, Flankenturm mit Glockenhaube und Laterne, 1727; mit Ausstattung. | D-2-76-127-11          | weitere Bilder |
| Wilhelmstraße 1; Wilhelmstraße 2 (Standort)       | Bauernhofgruppe mit gemeinsamer Fassadengestaltung zum Kirchplatz hin | Zusammengefasst aus zwei früheren Vierseithöfen: Wohnstallhaus, zweigeschossiger Flachsatteldachbau, giebelseitig mit Putzverzierungen, Traufseitflügel nach Osten, erstes Drittel 19. Jahrhundert, 1907 erneuert; Wohnhaus, zweigeschossiger Flachsatteldachbau, erstes Drittel 19. Jahrhundert, Traufseitbau nach Osten, anstelle der früheren Toreinfahrt, Mitte 19. Jahrhundert, 1907 erneuert. | D-2-76-127-13 Wikidata | BW             |

### Abtschlag
| Lage                            | Objekt                                       | Beschreibung | Akten-Nr.              | Bild        |
| ------------------------------- | -------------------------------------------- | --- | ---------------------- | ----------- |
| Am Krambichl 1 (Standort)       | Wohnhaus eines ehemaligen Vierseithofes      | Zweigeschossiger Satteldachbau, gefugtes Bruchsteinmauerwerk 18./19. Jahrhundert. | D-2-76-127-36          | BW          |
| Grünbacher Straße 6 (Standort)  | Ortskapelle                                  | Steildachbau mit eingezogenem, fünfseitig geschlossenem Chor und Dachreiter, um 1845; mit Ausstattung. | D-2-76-127-17 Wikidata | Ortskapelle |
| Grünbacher Straße 23 (Standort) | Traidkasten                                  | Eingeschossiger Flachsatteldachbau, Blockbau, erstes Drittel 19. Jahrhundert. | D-2-76-127-16 Wikidata | BW          |
| Hintberger Straße 6 (Standort)  | Wohnstallhaus eines ehemaligen Vierseithofes | Waldlerhaus, eingeschossiger Flachsatteldachbau mit Kniestock, giebelseitig mit Stangenschrot, nach Süden Blockbau, zweites Hälfte 17. Jahrhundert, Seiteneingang bezeichnet mit „1842“.                                                                                | D-2-76-127-14 Wikidata | BW          |
| Hintberger Straße 10 (Standort) | Wohnhaus eines ehemaligen Vierseithofes      | Eineinhalbgeschossiger Satteldachbau, Blockbau auf Bruchsteinsockel, giebelseitig verputzt, im Kern 1542 (Kniestock, dendrochronologisch datiert), Erdgeschoss-Blockbau 1717 ausgetauscht (dendrochronologisch datiert), ehemaliger Stalleingang bezeichnet mit „1805“. | D-2-76-127-15 Wikidata | BW          |
| Kühäcker (Standort)             | Feldkapelle                                  | Kleiner Walmdachbau mit rundbogiger Öffnung, erste Hälfte 19. Jahrhundert; mit Ausstattung und Totenbrettern. | D-2-76-127-18 Wikidata | BW          |

### Grünbach
| Lage                   | Objekt                                          | Beschreibung | Akten-Nr.              | Bild |
| ---------------------- | ----------------------------------------------- | --- | ---------------------- | ---- |
| Grünbach 15 (Standort) | Wohnstallhaus eines geschlossenen Vierseithofes | Zweigeschossiger Flachsatteldachbau, Blockbau mit verputzter Giebelseite, 18./19. Jahrhundert; Traidkasten, eingeschossiger Flachsatteldachbau, Blockbau, 18./19. Jahrhundert. | D-2-76-127-21 Wikidata | BW   |
| In Grünbach (Standort) | Ortskapelle                                     | Steildachbau mit eingezogenem, halbrund geschlossenem Chor und Dachreiter, 1860; mit Ausstattung.                                                                              | D-2-76-127-20 Wikidata | BW   |

### Grünbichl
| Lage                                            | Objekt                 | Beschreibung | Akten-Nr.              | Bild |
| ----------------------------------------------- | ---------------------- | --- | ---------------------- | ---- |
| Waldhausstraße 13; Waldhausstraße 14 (Standort) | Ehemaliger Einfirsthof | Wohnteil als zweigeschossiger Flachsatteldachbau, Obergeschoss verputzter Blockbau, Erdgeschoss Bruchstein, 18. Jahrhundert/frühes 19. Jahrhundert, nach Norden Stadel, 19. Jahrhundert; ehemaliges Ausnahmshaus, zweigeschossiger Flachsatteldachbau, Wohnteil verschindelter Bohlenblockbau, 19. Jahrhundert, nach Osten Stadel, eventuell älter. | D-2-76-127-24 Wikidata | BW   |

### Haid
| Lage               | Objekt      | Beschreibung                                                                                               | Akten-Nr.              | Bild |
| ------------------ | ----------- | --- | ---------------------- | ---- |
| In Haid (Standort) | Ortskapelle | Satteldachbau, dreiseitig geschlossen, mit Dachreiter, wohl erste Hälfte 19. Jahrhundert; mit Ausstattung. | D-2-76-127-25 Wikidata | BW   |

### Kirchdorföd
| Lage                        | Objekt     | Beschreibung                                                                             | Akten-Nr.              | Bild |
| --------------------------- | ---------- | ---------------------------------------------------------------------------------------- | ---------------------- | ---- |
| Flur Kirchdorföd (Standort) | Wegkapelle | Satteldachbau mit Überstand und Dachreiter, halbrund geschlossen, bezeichnet mit „1908“. | D-2-76-127-26 Wikidata | BW   |

### Schlag
| Lage                             | Objekt              | Beschreibung                                                                                          | Akten-Nr.              | Bild |
| -------------------------------- | ------------------- | --- | ---------------------- | ---- |
| Grundäcker; in Schlag (Standort) | Bildstock           | Schlanker Pfeiler mit Laterne, Granit,Ende 18. Jahrhundert.                                           | D-2-76-127-28 Wikidata | BW   |
| In Schlag (Standort)             | Kapellenausstattung | Altarretabel, Kruzifix und Heiligenfiguren, Holz, farbig gefasst, wohl 1845; in moderner Ortskapelle. | D-2-76-127-27 Wikidata | BW   |

### Trametsried
| Lage                                                      | Objekt                            | Beschreibung | Akten-Nr.              | Bild |
| --------------------------------------------------------- | --------------------------------- | --- | ---------------------- | ---- |
| Pfahläcker (Standort)                                     | Feldkapelle                       | Kleiner Satteldachbau, segmentbogig geschlossen, t´zweite Hälfte 19. Jahrhundert. | D-2-76-127-33 Wikidata | BW   |
| In Trametsried; Trametsried 25; Trametsried 29 (Standort) | Ortskapelle                       | Walmdachbau, rundbogig geschlossen, mit mächtigem Dachreiter, 18./19. Jahrhundert; mit Ausstattung. | D-2-76-127-29 Wikidata | BW   |
| Trametsried 33; Trametsried 31 (Standort)                 | Wohnstallhaus eines Vierseithofes | Zweigeschossiger Flachsatteldachbau, verputzter Blockbau mit Traufseitschrot, im Kern 18. Jahrhundert; Traidkasten, zweigeschossiger Flachsatteldachbau, Obergeschoss Blockbau, zum Teil verschindelt, 18./19. Jahrhundert; gezimmertes Hoftor, rundbogige Durchfahrt und Nebeneingang, 18./19. Jahrhundert. | D-2-76-127-32 Wikidata | BW   |

## Ehemalige Baudenkmäler
In diesem Abschnitt sind Objekte aufgeführt, die früher einmal in der Denkmalliste eingetragen waren, jetzt aber nicht mehr. Objekte, die in anderem Zusammenhang also z. B. als Teil eines Baudenkmals weiter eingetragen sind, sollen hier nicht aufgeführt werden. Aktennummern in diesem Abschnitt sind ehemalige, jetzt nicht mehr gültige Aktennummern.

| Lage                                                   | Objekt                                    | Beschreibung                                       | Akten-Nr.              | Bild |
| ------------------------------------------------------ | ----------------------------------------- | -------------------------------------------------- | ---------------------- | ---- |
| Kirchdorf im Wald Am Anger 1 (Standort)                | Steinernes Türgerüst                      | Bezeichnet mit „1832“.                             | D-2-76-127-1 Wikidata  | BW   |
| Kirchdorf im Wald An der Pointn 3 (Standort)           | Steinernes Türgerüst                      | Bezeichnet mit „1862“; am ehemaligen Ausnahmshaus. | D-2-76-127-3 Wikidata  | BW   |
| Kirchdorf im Wald Marienbergstraße 16 (Standort)       | Steinernes Türgerüst                      | Bezeichnet mit „1812“.                             | D-2-76-127-9 Wikidata  | BW   |
| Kirchdorf im Wald Marienweg 1; Marienweg 1a (Standort) | Steinernes Türgerüst                      | Bezeichnet mit „1815“.                             | D-2-76-127-10 Wikidata | BW   |
| Kirchdorf im Wald Marienweg 5 (Standort)               | Zweigeschossiger Blockbau mit Flachdach   | 18. Jahrhundert.                                   | D-2-76-127-12 Wikidata | BW   |
| Grünbach 27 (Standort)                                 | Zugehöriger Traidkasten auf Steinunterbau | Gegen Mitte 19. Jahrhundert.                       | D-2-76-127-22 Wikidata | BW   |
| Trametsried 12 (Standort)                              | Steinernes Türgerüst                      | Bezeichnet mit „1836“.                             | D-2-76-127-30 Wikidata | BW   |
| Trametsried 19 (Standort)                              | Steinernes Türgerüst                      | Bezeichnet mit „1782“ (frühe Form).                | D-2-76-127-31 Wikidata | BW   |